# Orophea maculata
Orophea maculata är en kirimojaväxtart som beskrevs av Benedetto Scortechini och George King. Orophea maculata ingår i släktet Orophea och familjen kirimojaväxter. Inga underarter finns listade i Catalogue of Life.